# Christian Stahl
Christian Stahl (* 11. Februar 1970 in Köln) ist ein deutscher Journalist, Autor und Filmemacher.

## Leben
Stahl studierte Germanistik und Geschichte an der Universität Bonn und am Queen’s College in Oxford. Nach einem Volontariat beim Sender Freies Berlin war er als landespolitischer Hörfunkkorrespondent für die ARD und als Moderator bei Radio Multikulti tätig. Seit 2005 leitet er eine Agentur für digitales Erzählen und lehrt unter anderem an der Axel-Springer-Akademie, der FU-Berlin und der Hochschule Fulda Video-Journalismus. Seit September 2014 ist Stahl Mit-Herausgeber des Online-Magazins CARTA.info.
Mit Punks vom Berliner Alexanderplatz erarbeitete er 2004 die Fiktions-Dokumentation Hundeleben, in der unter anderem Otto Sander und Maria Simon kleine Rollen spielen. Im Winter 2007 produziert Stahl mit Jugendlichen in Srebrenica den No-Budget-Kurzfilm The future comes to Srebrenica. 2010 erhielt er als Video-Dozent der Axel-Springer-Akademie den Grimme Online Award für die Website www.littleberlin.de.
Stahl ist Regisseur des preisgekrönten Dokumentarfilms Gangsterläufer über eine palästinensische Flüchtlingsfamilie in Berlin-Neukölln. Im September 2014 erschien Stahls Buch: In den Gangs von Neukölln, das sich – ebenso wie der Film Gangsterläufer – anhand der Biografie des Intensivstraftäters Yehya E. mit den Widersprüchen deutscher Integrationspolitik befasst.

## Werke

### Filme
- 2004: Hundeleben (Deutschland, 2004)
- 2007: The future comes to Srebrenica (Kurzfilm, Deutschland, 2007)
- 2011: Gangsterläufer (Dokumentarfilm, 89 min., Deutschland 2011, Buch und Regie: Christian Stahl)